# ماونت گامبیر
ماونت گامبیر (به انگلیسی: Mount Gambier) یک شهر در استرالیا است که در استرالیای جنوبی واقع شده‌است.